# Anti-alfadeeltje
Het anti-alfadeeltje (ook wel bekend als een kern van antihelium-4) is een antimaterie-deeltje bestaande uit twee antiprotonen en twee antineutronen. Het is de tegenhanger van het alfadeeltje. Het symbool van het deeltje is {\displaystyle {\ce {{^{4}_{2}}{\overline {He}}^{2-}}}}
Het deeltje werd voor het eerst waargenomen in 2011 door natuurkundigen van de Rice University in het Amerikaanse Houston. Hiervoor werd gebruikgemaakt van de Relativistic Heavy Ion Collider van het Brookhaven National Laboratory. De resultaten van deze experimenten werden gepubliceerd in het tijdschrift Nature van 24 april 2011. Het experiment maakte gebruik van goudkernen die met bijna de lichtsnelheid (200 GeV per kern) op elkaar werden afgeschoten. Van de miljard op elkaar afgeschoten goudkernen bleek er in 18 gevallen bij de botsing een anti-alfadeeltje te ontstaan.